# Pressins
Pressins est une commune française située dans le département de l'Isère en région Auvergne-Rhône-Alpes.
Ancienne paroisse de la province royale du Dauphiné, la commune de Pressins est adhérente à la communauté de communes Les Vals du Dauphiné depuis le 1er janvier 2017.

## Géographie

### Situation et description
Le territoire est constitué d'une bocage typique de la plaine du Nord-Dauphiné également dénommé Nord-Isère. La commune, à l'aspect très rural, est parsemé de forêts d'angiospermes, tels que le chêne ou l'églantier.
Situé dans la vallée de la Corbière, Fallamieux est l'ancien centre village dans lequel une faune et flore exceptionnelles subsistent.
Géographiquement, Pressins se situe à 539 km au sud de Paris, 81 km de Lyon et 41 km de Chambéry.

### Climat
Pour des articles plus généraux, voir Climat d'Auvergne-Rhône-Alpes et Climat de l'Isère.
En 2010, le climat de la commune est de type climat des marges montargnardes, selon une étude du Centre national de la recherche scientifique s'appuyant sur une série de données couvrant la période 1971-2000. En 2020, Météo-France publie une typologie des climats de la France métropolitaine dans laquelle la commune est exposée à un climat de montagne ou de marges de montagne et est dans la région climatique Alpes du nord, caractérisée par une pluviométrie annuelle de 1 200 à 1 500 mm, irrégulièrement répartie en été.
Pour la période 1971-2000, la température annuelle moyenne est de 11 °C, avec une amplitude thermique annuelle de 18,2 °C. Le cumul annuel moyen de précipitations est de 1 199 mm, avec 10 jours de précipitations en janvier et 7,5 jours en juillet. Pour la période 1991-2020, la température moyenne annuelle observée sur la station météorologique de Météo-France la plus proche, « Pont-de-Beauvoisin », sur la commune du Pont-de-Beauvoisin à 4 km à vol d'oiseau, est de 11,8 °C et le cumul annuel moyen de précipitations est de 1 166,3 mm,. Pour l'avenir, les paramètres climatiques de la commune estimés pour 2050 selon différents scénarios d'émission de gaz à effet de serre sont consultables sur un site dédié publié par Météo-France en novembre 2022.

### Voies de communications et transport

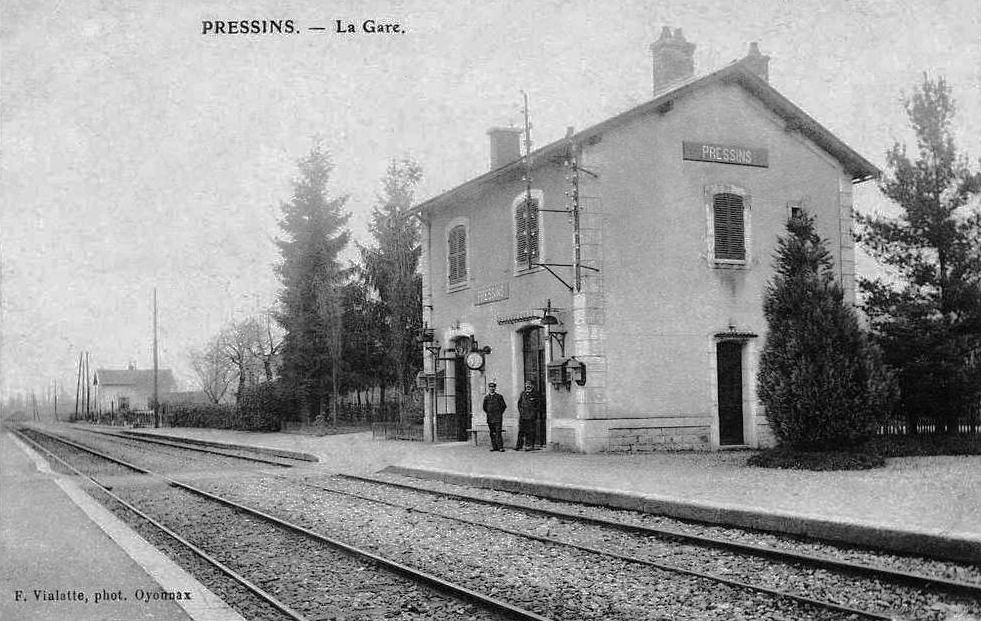
La gare de Pressins vers 1900.

La gare de Pressins est une gare ferroviaire fermée aux voyageurs de la ligne de Saint-André-le-Gaz à Chambéry. Elle était également à l'origine de la ligne de Pressins à Virieu-le-Grand.
La gare ferroviaire la plus proche est la gare de Pont-de-Beauvoisin, desservie par des trains TER Auvergne-Rhône-Alpes qui effectuent des relations entre Lyon-Part-Dieu, ou Saint-André-le-Gaz, et Chambéry-Challes-les-Eaux.

## Urbanisme

### Typologie
Au 1er janvier 2024, Pressins est catégorisée commune rurale à habitat dispersé, selon la nouvelle grille communale de densité à sept niveaux définie par l'Insee en 2022.
Elle appartient à l'unité urbaine du Pont-de-Beauvoisin, une agglomération inter-départementale regroupant treize  communes, dont elle est une commune de la banlieue,,. La commune est en outre hors attraction des villes,.

### Occupation des sols
L'occupation des sols de la commune, telle qu'elle ressort de la base de données européenne d’occupation biophysique des sols Corine Land Cover (CLC), est marquée par l'importance des territoires agricoles (78,1 % en 2018), en augmentation par rapport à 1990 (77,2 %). La répartition détaillée en 2018 est la suivante : 
zones agricoles hétérogènes (65,1 %), forêts (21,8 %), terres arables (13 %), zones urbanisées (0,1 %). L'évolution de l’occupation des sols de la commune et de ses infrastructures peut être observée sur les différentes représentations cartographiques du territoire : la carte de Cassini (XVIIIe siècle), la carte d'état-major (1820-1866) et les cartes ou photos aériennes de l'IGN pour la période actuelle (1950 à aujourd'hui).

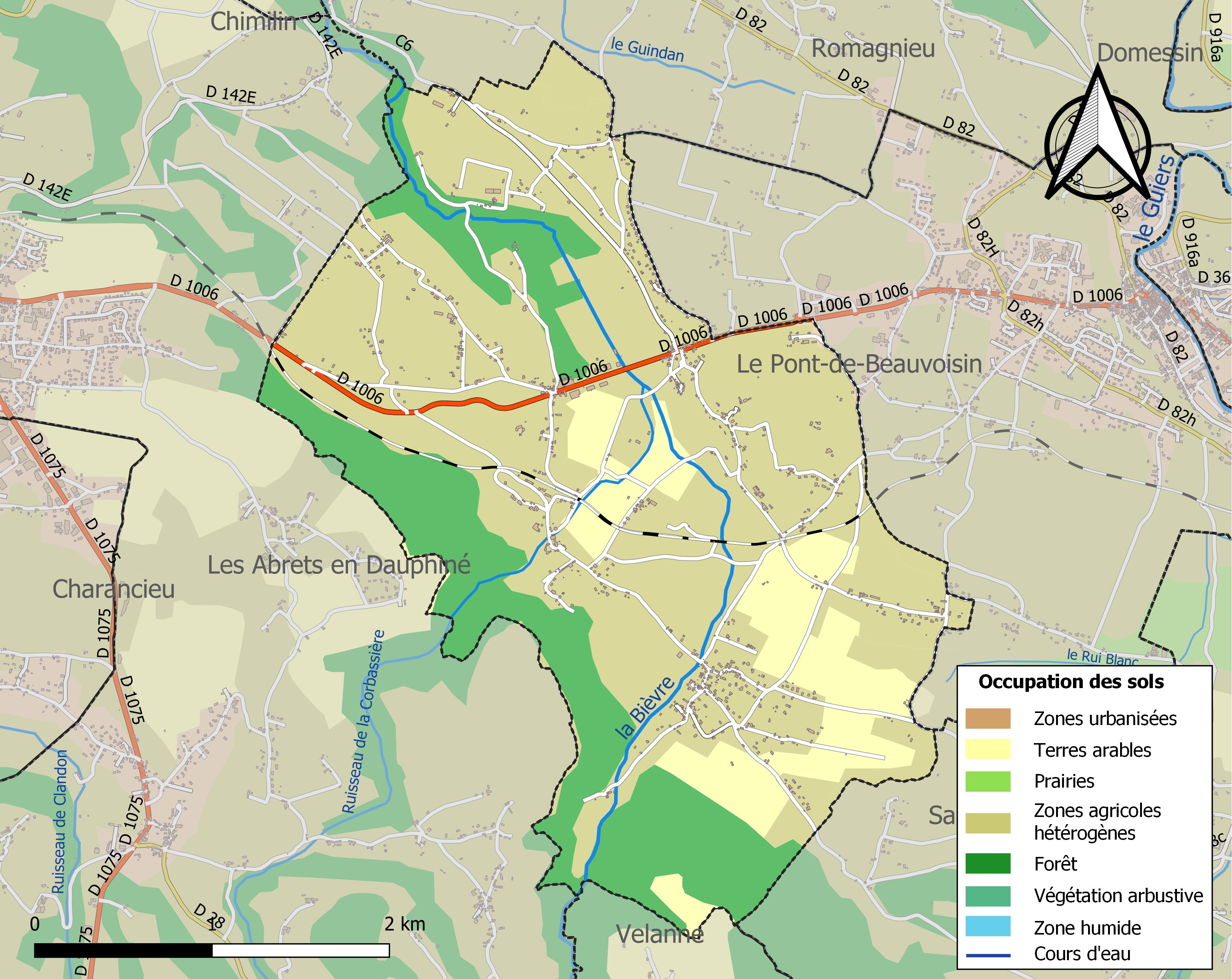
Carte des infrastructures et de l'occupation des sols de la commune en 2018 (CLC).

### Risques naturels et technologiques

#### Risques sismiques
La totalité du territoire de la commune de Pressins est située en zone de sismicité no 3 (sur une échelle de 1 à 5), comme la plupart des communes de son secteur géographique, mais non loin de la zone no 4, située plus à l'est.
| Type de zone | Niveau            | Définitions (bâtiment à risque normal) |
| ------------ | ----------------- | -------------------------------------- |
| Zone 3       | Sismicité modérée | accélération = 1,1 m/s2                |

## Politique et administration

### Liste des maires
| Période                                  | Période  | Identité           | Étiquette | Qualité                                                        |
| ---------------------------------------- | -------- | ------------------ | --------- | -------------------------------------------------------------- |
| mars 2001                                | 2010     | Serge Revel        | Les Verts | Conseiller général du Canton de Pont-de-Beauvoisin (2001-2015) |
| 25 décembre 2010                         | 2014     | Thierry Girard     | DVG       |                                                                |
| mars 2014                                | En cours | Jean-Louis Reynaud | UDI       | Retraité                                                       |
| Les données manquantes sont à compléter. |          |                    |           |                                                                |

## Population et société

### Démographie
L'évolution du nombre d'habitants est connue à travers les recensements de la population effectués dans la commune depuis 1793. Pour les communes de moins de 10 000 habitants, une enquête de recensement portant sur toute la population est réalisée tous les cinq ans, les populations de référence des années intermédiaires étant quant à elles estimées par interpolation ou extrapolation. Pour la commune, le premier recensement exhaustif entrant dans le cadre du nouveau dispositif a été réalisé en 2007.

En 2022, la commune comptait 1 181 habitants, en évolution de +2,52 % par rapport à 2016 (Isère : +3,07 %, France hors Mayotte : +2,11 %).
| 1793 | 1800 | 1806 | 1821  | 1831  | 1836  | 1841  | 1846  | 1851  |
| ---- | ---- | ---- | ----- | ----- | ----- | ----- | ----- | ----- |
| 795  | 611  | 898  | 1 006 | 1 129 | 1 317 | 1 418 | 1 350 | 1 206 |

| 1856  | 1861  | 1866  | 1872  | 1876  | 1881  | 1886 | 1891 | 1896  |
| ----- | ----- | ----- | ----- | ----- | ----- | ---- | ---- | ----- |
| 1 154 | 1 070 | 1 134 | 1 104 | 1 056 | 1 037 | 989  | 982  | 1 012 |

| 1901 | 1906 | 1911 | 1921 | 1926 | 1931 | 1936 | 1946 | 1954 |
| ---- | ---- | ---- | ---- | ---- | ---- | ---- | ---- | ---- |
| 848  | 881  | 817  | 709  | 686  | 668  | 649  | 645  | 611  |

| 1962 | 1968 | 1975 | 1982 | 1990 | 1999 | 2006  | 2007  | 2012  |
| ---- | ---- | ---- | ---- | ---- | ---- | ----- | ----- | ----- |
| 575  | 568  | 544  | 687  | 762  | 832  | 1 012 | 1 040 | 1 130 |

| 2017  | 2022  | - | - | - | - | - | - | - |
| ----- | ----- | - | - | - | - | - | - | - |
| 1 156 | 1 181 | - | - | - | - | - | - | - |

### Enseignement
La commune est rattachée à l'académie de Grenoble.

### Médias
Historiquement, le quotidien à grand tirage Le Dauphiné libéré consacre, chaque jour, y compris le dimanche, dans son édition du Nord-Isère, un ou plusieurs articles à l'actualité à la communauté de communes et du canton, ainsi que des informations sur les éventuelles manifestations locales, les travaux routiers, et autres événements divers à caractère local.
La commune est située sur l'aire de diffusion d'Ici Isère, une radio publique qui émet sur tout le territoire du département de l'Isère.

### Cultes
La communauté catholique et l'église de Pressins (propriété de la commune) dépendent de la paroisse Saint-Jacques de la Marche qui comprend vingt autres églises du secteur. Cette paroisse est rattachée au diocèse de Grenoble-Vienne.

## Culture locale et patrimoine

### Lieux et monuments
Point notable, l'église, la mairie et les écoles constituent dorénavant le centre du village
- Église paroissiale Saint-François-de-Sales de Pressins
- Gare de Pressins
- Le château fort de Châteauvieux, du XIIe ou XIIIe siècle, à l'emplacement d'une motte castrale du XIe siècle[19].

### Environnement

#### Zones naturelles
La commune compte deux zones naturelles d'intérêt écologique, faunistique et floristique classées en ZNIEFF I :
- Boisements humides du ruisseau de la Corbassière (N° régional : 38090004) ;
- Forêts riveraines des ruisseaux des Rajans, du Caron et de la Combe Pigna (N° régional : 38090001).

La commune est également largement traversée par un corridor écologique de ZNIEFF II :

Les zones humides ont des fonctions importantes de régulation hydraulique et de protection de la ressource en eau. Le zonage de type II a un rôle primordial pour la préservation des animaux ou végétaux car elle sert de lieu d’alimentation ou de reproduction.

### Héraldique
| Blason de Pressins | Blason  | D'azur au chevron renversé d'or accompagné en chef d'un dauphin d'argent et en pointe de deux colombes affrontées en vol du même. |
| Blason de Pressins | Détails | Le chevron représente les 2 torrents qui traversent le village du sud au nord en formant la Bièvre à leur confluence en rejoignant la naissance de celle-ci. Ont été ajoutés 2 colombes et le dauphin du Dauphiné. Adopté après 2014. |
| Blason de Pressins | Alias   | D'or au chevron d'azur chargé d'un soleil du champ accosté de deux croissants d'argent, les pointes tournées vers le soleil. Armes de la famille de Rivoire.                                                                          |